# Cecil Scott Forester
Cecil Scott Forester o C. S. Forester, pseudonimo di Cecil Louis Troughton Smith (Il Cairo, 27 agosto 1899 – Fullerton, 2 aprile 1966), è stato uno scrittore e drammaturgo inglese.

## Biografia
I suoi lavori più noti sono gli undici libri della serie dedicata a Horatio Hornblower, riguardanti le azioni belliche navali durante l'epoca napoleonica, e La Regina d'Africa (1935), da cui fu tratto un film, realizzato nel 1951 da John Huston, e che ebbe come protagonisti Humphrey Bogart e Katharine Hepburn.
Nato al Cairo, Forester ebbe una vita complessa,un matrimonio segreto e una malattia invalidante. Fu educato presso la Alleyn's School, il Dulwich College a Dulwich, (sud di Londra) e presso il Guy's Hospital del King's College, Londra. Durante la II guerra mondiale si trasferì negli Stati Uniti, dove scrisse per la propaganda al fine di aiutare quel Paese ad entrare in guerra a fianco degli Alleati, e infine andò a risiedere a Berkeley, California. Sposò Kathleen Belcher nel 1926, ebbe due figli, e divorziò nel 1945. Il primogenito, John Forester, è stato un famoso ciclista e scrisse una biografia del padre. Nel 1947, C.S. Forester sposò segretamente una donna di nome Dorothy Foster. Soffrì di una grave forma di arteriosclerosi nell'ultima parte della sua vita.
La popolarità della serie di Hornblower, costruita attorno al carattere centrale eroico del protagonista, seguitò a crescere nel tempo. Rivaleggia forse con essa solo la serie assai più tarda del duo Jack Aubrey–Stephen Maturin, dei romanzi marinareschi di Patrick O'Brian. È interessante notare che, sia Hornblower sia Aubrey, siano in parte costruiti su una figura storica, quella dell'ammiraglio britannico Thomas Cochrane, 10º Conte di Dundonald, noto come "Lord Cochrane" nel periodo in cui i romanzi erano scritti.
Brian Perett ha scritto in proposito il libro The Real Hornblower: The Life and Times of Admiral Sir James Gordon, GCB, ISBN 1-55750-968-9, in cui espone l'ipotesi di una diversa ispirazione: quella di James Alexander Gordon.  Nel suo lavoro The Hornblower Companion, tuttavia, Forester non fornisce alcuna indicazione circa una qualche influenza derivante da personaggi storici a proposito del carattere di Hornblower.  Piuttosto egli descrive il processo di costruzione del carattere di Hornblower nel lavoro A Happy Return.
Forester scrisse anche lavori non incentrati sulla figura di Hornblower: oltre al già citato La Regina d'Africa (1935), vari romanzi fra cui Il Generale (1936); romanzi sulla Guerra Peninsulare quali Death to the French e The Gun; racconti "neri" sulla psicologia dell'assassino come Payment Deferred (1926) e Plain Murder (1930); racconti di viaggio sul mare che non riguardano Hornblower, quali Brown on Resolution (1929), The Ship (1943), The Good Shepherd (1955) e Affondate la Bismarck! (Sink the Bismarck!) (1959). Numerosi suoi lavori sono stati alla base di pellicole cinematografiche, tra cui nel 1951 The African Queen diretto da John Huston.
Forester ha anche realizzato soggetti cinematografici per varie case di produzione, incluso Commandos Strike at Dawn (1942).
Oltre ai suoi romanzi di vita marinaresca, Forester ha anche pubblicato due romanzi polizieschi: Payment Deferred (1926), e Plain Murder (1930), e due libri per l'infanzia. Uno, del 1943, Poo-Poo and the Dragons, dette il via a una serie di episodi che egli raccontava al figlio per spingerlo a finire i suoi pasti quando Forester fu lasciato solo ad accudirlo e sua moglie era assente. Il secondo, del 1953, The Barbary Pirates, è un racconto per l'infanzia sui pirati barbareschi del XIX secolo.

## Opere

### Serie di Hornblower
- The Happy Return (Beat to Quarters)  1937
- A Ship of the Line 1938
- Commodore Hornblower 1945
- Lord Hornblower 1946
- Mr. Midshipman Hornblower 1950
- Lieutenant Hornblower 1952
- Hornblower and the Atropos 1953
- Hornblower in the West Indies  ( Admiral H in the west Indies)  1957
- Hornblower and the Hotspur 1962
- Flying Colours 1938
- The Hornblower Companion 1964
- The Young Hornblower 1964
- Captain Hornblower 1965
- Hornblower and the Crisis (Hornblower in the Crisis)  1967

### Opere pubblicate in italiano
- Le avventure del capitano Hornblower, Mondadori 1940
- Nelson, Biblioteca Moderna Mondadori 1948
- Commodoro e Lord Hornblower, Mondadori 1951
- Il Generale (The General), I libri del pavone Mondadori 1954
- La pelle di Morris (Plain murder), Biblioteca economica Mondadori 1955
- Orgoglio e passione (The gun), Biblioteca Economica Mondadori 1957
- Hornblower guardiamarina e tenente, Mondadori 1958
- Hornblower e l'Atropos, Mondadori 1958
- Hornblower ammiraglio, l'ultima avventura, Longanesi 1973
- Il ritorno di Hornblower, Longanesi 1974
- Guardiamarina e Tenente Hornblower, Rizzoli/Bompiani 2002
- Il capitano del Connecticut (The Captain from Connecticut 1941), Mondadori 1948
- Affondate la Bismark (Sink the Bismarck!, 1959), Mondadori 1960
- La regina d'Africa (The African Queen, 1935), Mattioli 1885, Fidenza 2009 traduzione di Franca Brea ISBN 978-88-6261-055-1
- L'uomo nel canotto giallo (The Man in the Yellow Raft), Casa Editrice Marietti S.p.A. 1999, ISBN 88-211-8218-5
- Greyhound: battaglia sui mari (The Good Shepherd, 1955), Newton Compton Libri 2020, ISBN  978-8822741554